# ثالوث (موسيقى)

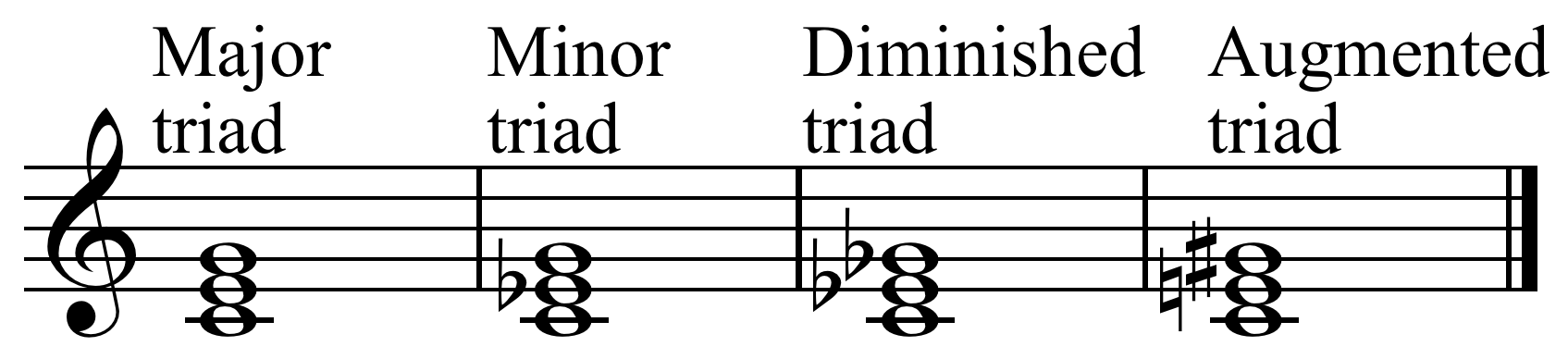
أنواع الثواليث (من اليسار): ، ، ،

في الموسيقى، الثالوث (بالإنجليزية: Triad)‏ هو مجموعة من ثلاث نوطات (أو «مجموعات الحدات») التي يمكن وضعها فوق بعضها عموديا بحيث تفصل بينها ثالثات. اخترع عالم الموسيقى الألماني جوهانيس ليبويس في كلمة "harmonic triad" (كورد ثلاثية تناغمية) في كتابه Synopsis musicae novae الصادر سنة 1612.
تسمى النوطات الثلاث التي تفصل بينها ثالثات وتكون ثالوثا كالتالي:
- الأصل
- الثالثة – تعلو الأصل بمسافة ثالثة صغيرة (ثلاثة أنصاف بعد) أو ثالثة كبيرة (أربعة أنصاف بعد)
- الخامسة – تعلو الثالثة بمسافة ثالثة صغيرة أو ثالثة كبيرة، وتعلو الأصل بمسافة خامسة ناقصة (ستة أنصاف بعد)، خامسة مثالية (سبعة أنصاف بعد)، أو خامسة مزيدة (ثمانية أنصاف بعد). الخامسات المثالية هي المسافات الأكثر استخداما فوق الأصل في الموسيقي الغربية الكلاسيكية، الشائعة والتقليدية.

(ملاحظة: ليس من الضروري أن يكون الأصل هو أدنى نوطة في ثالوث، وذلك وفقا لمبدأ الانقلاب. يمكن للثالثة أو الخامسة أيضا أن تكون أدنى نوطة في الثالوث، بحيث لا يغير قلب ثالوث أصله.)
وسع بعض المُنَظِّرين في القرن العشرين مثل هوارد هانسون وكارلتون غيمر المصطلح ليشمل أي تركيب من ثلاث حدات مختلفة، بغض النظر عن المسافات بينها. يسمي مُنَظِّرون آخرون هذا المفهوم العام «تآلف ثلاثي» (بالإنجليزية: trichord)‏. وآخرون مثل ألين فورت يستعملون المصطلح للإشارة لتركيبات من مسافات أخرى، مثل «الثالوث الرباعي» الذي تفصل فيه بين كل نوطتين متجاورتين عموديا مسافة رابعة.
في أواخر عصر موسيقى النهضة، وخصوصا في عصر موسيقى الباروك (1600–1750)، انتقلت الموسيقى الغربية من مقاربة «أفقية» طباقية (اسعملت فيها عدة ألحان مستقلة تختلط مع بعضها) إلى التسلسلات، والتي نتجت عن الثواليث. كانت مقاربة التسلسلات، والتي مثلث أساسا لمصاحبة basso continuo التي ظهرت في عصر الباروك، تتطلب مقاربة «عمودية»، بحيث اعتمدت أكثر على الثالوث كلبنة بنائية أساسية للتناغم الوظيفي.